# A Family Affair (2024)
A Family Affair is een Amerikaanse romantische komedie uit 2024, geregisseerd door Richard LaGravenese. De hoofdrollen worden vertolkt door Nicole Kidman, Zac Efron en Joey King.

## Verhaal
Zara, de persoonlijke assistent van de egocentrische acteur Chris Cole, is het zat om ondergewaardeerd te worden. Er wordt van haar verwacht dat ze hem helpt als hij het uitmaakt met zijn vriendin, en hij negeert haar advies om een andere schrijver een slecht script te laten herschrijven. Wanneer Chris de toegangscode voor haar verandert terwijl ze met een schrijver praat, stopt Zara. Kort daarna gaat Chris naar Zara's huis om haar een baan als assistent-producer aan te bieden, omdat hij haar mist, maar in plaats daarvan treft hij haar weduwe, auteurmoeder Brooke, aan, terwijl Zara boodschappen doet.
Hij besluit op haar te wachten en legt Brooke uit dat zijn script slecht is, en ze kunnen het al snel goed met elkaar vinden. 
Tegen de tijd dat Zara terugkomt, betrapt ze Brooke en Chris onbewust op seks. Chris belooft Zara dat het niet meer zal gebeuren, dus Zara keert terug om voor hem te werken als associate producer. Hij nodigt Brooke uit voor het avondeten en ze hebben weer een intieme band. Zara ontdekt dat Chris Brooke heeft ingehuurd als zijn nieuwe schrijver en confronteert ze op een gala. Brooke zegt dat ze blij is met Chris en dat ze niet zo blij is geweest sinds ze bij haar man was, zonder acht te slaan op de pijn van haar dochter en haar bezorgdheid dat hij Brooke pijn zal doen, zoals hij vaak doet met fans die met hem daten.
De familie en Chris bezoeken Brookes schoonmoeder Leila voor Kerstmis. Leila overtuigt Zara om haar moeder plezier te laten hebben. 
Brooke vertelt haar schoonmoeder dat ze relatieproblemen had met Zara's vader, zelfs voordat hij stierf, en Zara hoort dit gesprek. Later, terwijl ze tassen in de auto zet, ziet Zara diamanten oorbellen in Chris' tas. Thuis vertelt Zara Brooke en Chris hoe slecht Chris is, en beweert dat hij dezelfde oorbellen koopt voor iedereen met wie hij het uitmaakt en dat hij er al een paar klaar heeft liggen. Deze onthulling zet Brooke ertoe aan om Chris te vragen te vertrekken. 
Later, in de studio, wordt Zara gevraagd om Chris te vinden, die overstuur en alleen is. Chris vertrouwt haar toe en uit zijn twijfels over het spelen van de goede kerel.
Hij verduidelijkt dat hij niet van plan was om het uit te maken met Brooke; hij was alleen vergeten dat de oorbellen in zijn tas zaten, omdat hij vaak impulsief relaties beëindigt. Zara gaat vervolgens naar Brooke en geeft toe dat ze het mis had over Chris, maar Brooke weigert te luisteren. 
Zara organiseert een ontmoeting tussen haar, Chris en Brooke in de supermarkt, legt haar fout uit en biedt hun excuses aan. Na deze verzoening komen Chris en Brooke weer bij elkaar. Een jaar later is hun relatie nog steeds sterk. Zara is verder gepromoot als producer die met Chris samenwerkt, en hun relatie is ook sterk.

## Rolverdeling
| Acteur        | Personage                     |
| ------------- | ----------------------------- |
| Nicole Kidman | Brooke Harwood, Zara's moeder |
| Zac Efron     | Chris Cole                    |
| Joey King     | Zara Ford                     |
| Liza Koshy    | Eugenie                       |
| Kathy Bates   | Leila Ford                    |
| Sherry Cola   | Stella                        |

## Productie
Op 14 juni 2022 werd bekendgemaakt dat Nicole Kidman, Zac Efron en Joey King als de drie hoofdrolspelers zouden worden gecast en op 2 augustus 2022 voegden Kathy Bates en Liza Koshy zich bij de cast.
De belangrijkste filmopnames vonden plaats van augustus tot oktober 2022 in Atlanta.

## Release
A Family Affair ging op 28 juni 2024 in première op de streamingdienst Netflix. De film zou oorspronkelijk op 17 november 2023 door Netflix worden uitgebracht maar de release van de film werd echter uitgesteld vanwege de impact van de SAG-AFTRA-staking van 2023 in de Verenigde Staten.